# Culbutant pie
Le culbutant pie (Elsterpurzler), dit aussi culbutant pie vieil-allemand, est une race de pigeon domestique originaire d'Allemagne. C'est l'une des races les plus anciennes de pigeon de l'espace germanophone. Elle appartient au groupe des culbutants,  c'est-à-dire des oiseaux capables de haut vol, avec des figures piquées « en culbute ».

## Histoire
Le culbutant pie existe depuis des siècles dans l'espace germanophone, mais son élevage systématique s'est surtout développé au XIXe siècle où il se répand dans de nombreuses régions. Il tombe ensuite dans un certain oubli car les éleveurs cherchent à sélectionner au début du XXe siècle un culbutant à long bec, dont l'idéal se rapproche du culbutant Simpson, originaire d'Angleterre. Il continue cependant à être élevé à la campagne par des amateurs qui ne suivent pas la mode et traverse les deux guerres mondiales. Dans les années suivant la fin de la Seconde Guerre mondiale, le culbutant pie n'est reconnu que comme une variété de couleur du culbutant à long bec.
Finalement son standard en tant que race à part est accepté en 1951 en Allemagne de l'Est.
Ils sont surtout alors élevés en Haute-Lusace. Après la réunification de l'Allemagne, le culbutant pie est intégré au Bund Deutscher Rassegeflügelzüchter en tant que simple variété de couleur. Il faut attendre 2012 pour que l'on reconnaisse le culbutant à long bec dont les épaules présentent des plumes au dessin martelé allant du bleu au noir. Il existe aujourd'hui quatorze couleurs. Il existe deux "variantes" : bec clair et bec foncé ; qui existent en plusieurs variétés, mais toujours en marquage pie.

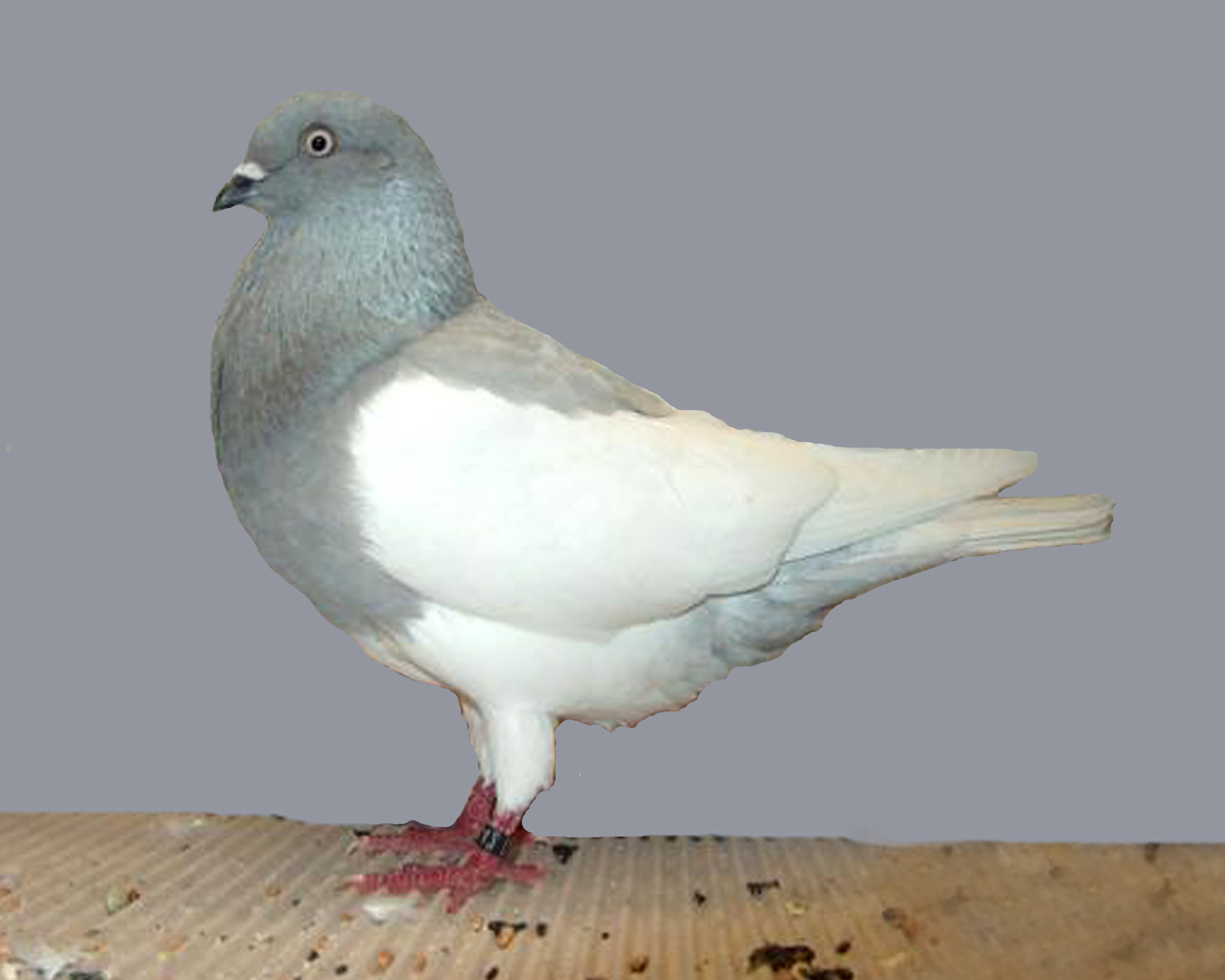
Culbutant Pie à bec foncé rouge cendré spread.
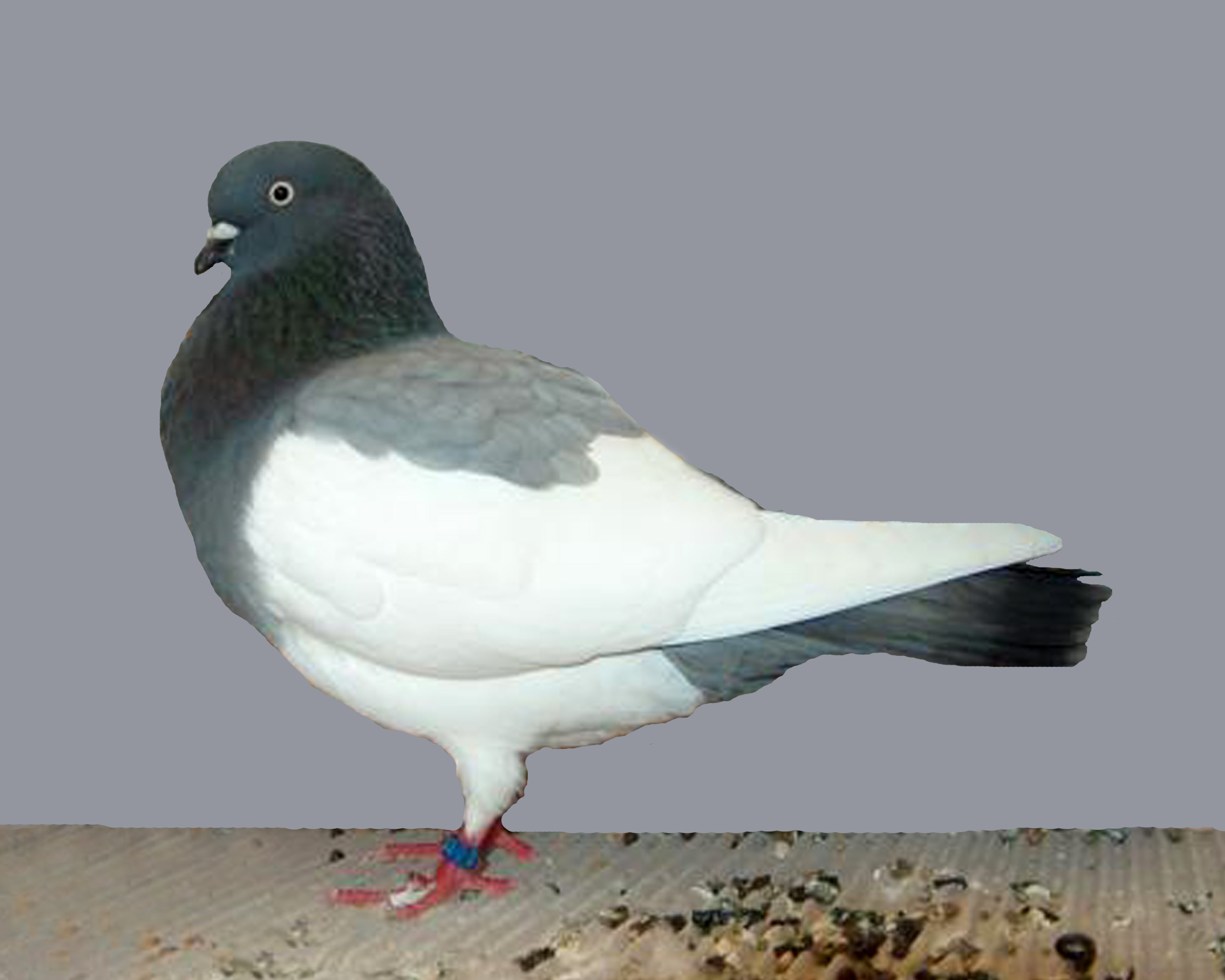
Culbutant Pie à bec foncé bleu.
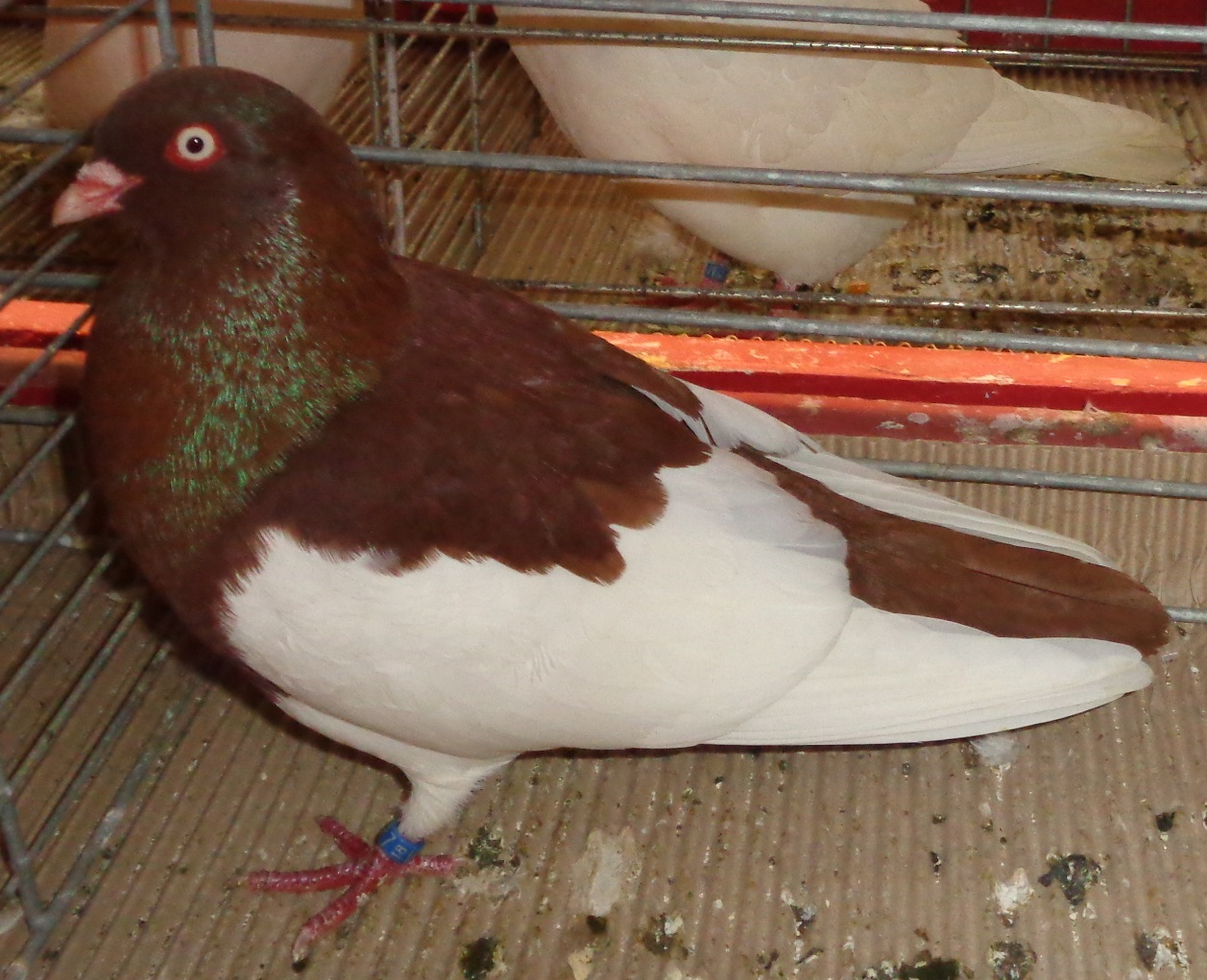
Culbutant Pie à bec clair rouge.